# Collix multifilata
Collix multifilata là một loài bướm đêm trong họ Geometridae.